# District de Yuzhou
Pour les articles homonymes, voir Yuzhou (homonymie).
Le district de Yuzhou (玉州区 ; pinyin : Yùzhōu Qū) est une subdivision administrative de la région autonome du Guangxi en Chine. Il est placé sous la juridiction de la ville-préfecture de Yulin.La population du district était de 619 500 habitants en 2010.